# Castrillo de Don Juan
Castrillo de Don Juan ist ein nordspanisches Dorf und eine Gemeinde (municipio) mit 181 Einwohnern (Stand: 2024) in der Provinz Palencia in der Autonomen Gemeinschaft Kastilien-León.

## Lage und Klima
Castrillo de Don Juan liegt in der Region Tierra de Campos auf der kastilischen Hochebene in einer Höhe von ca. 830 m am Río Esgueva. Die Provinzhauptstadt Palencia befindet sich mit ihrem Stadtzentrum etwa 55 Kilometer (Fahrtstrecke) nordwestlich.
Das Klima im Winter ist durchaus kalt, im Sommer dagegen warm bis heiß; die eher spärlichen Regenfälle (ca. 540 mm/Jahr) fallen überwiegend im Winterhalbjahr.

## Bevölkerungsentwicklung
| Jahr      | 1970 | 1981 | 1991 | 2001 | 2011 | 2021 |
| Einwohner | 705  | 457  | 404  | 333  | 255  | 196  |

## Sehenswürdigkeiten

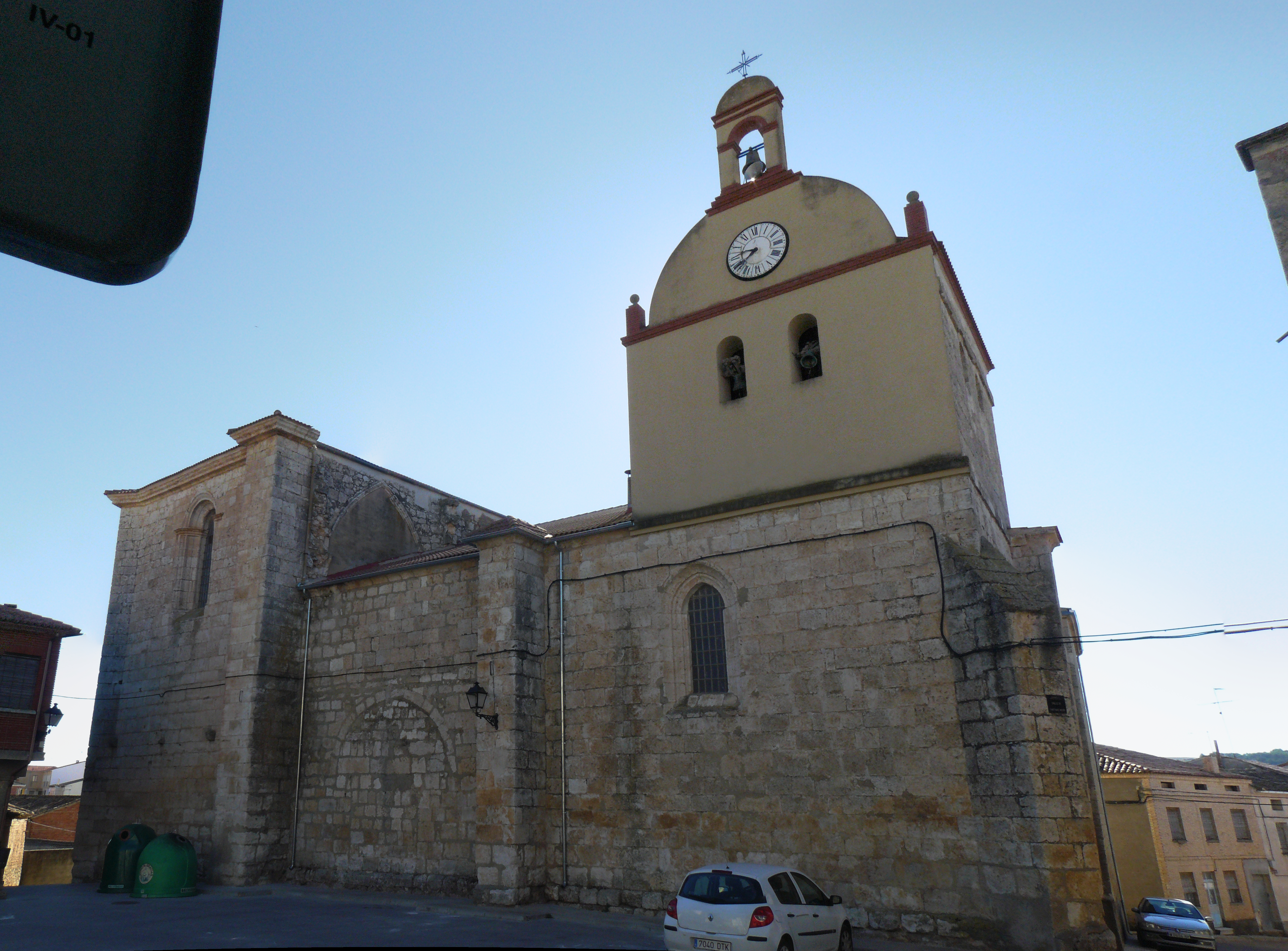
Kirche Mariä Himmelfahrt
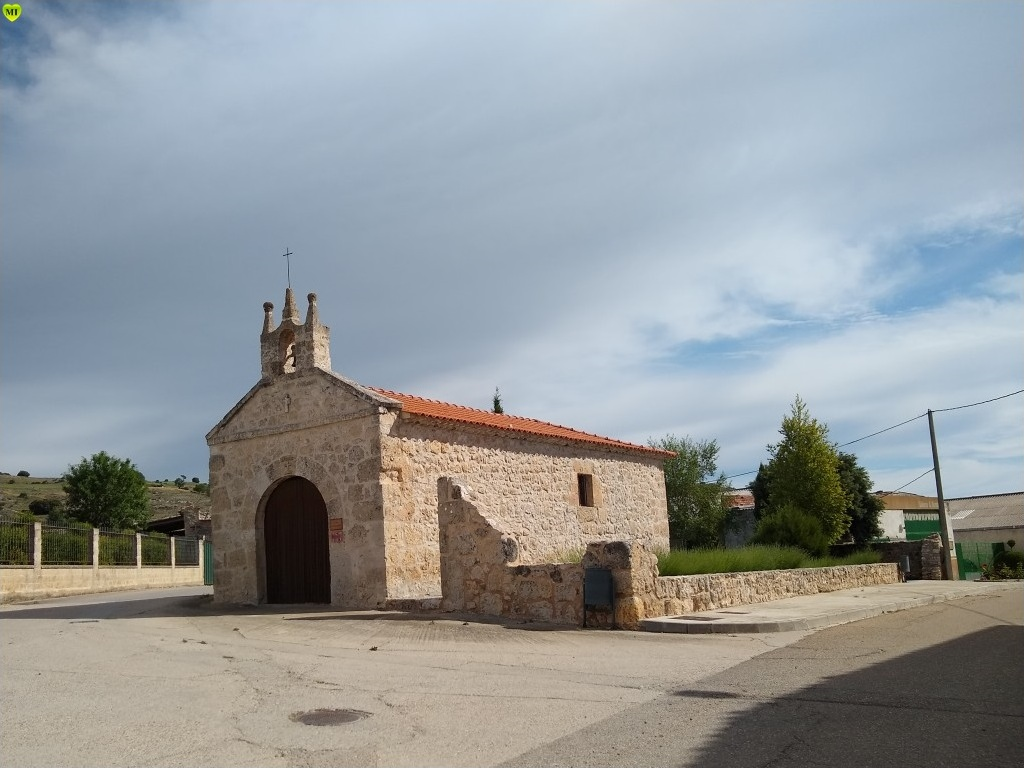
Marienkapelle
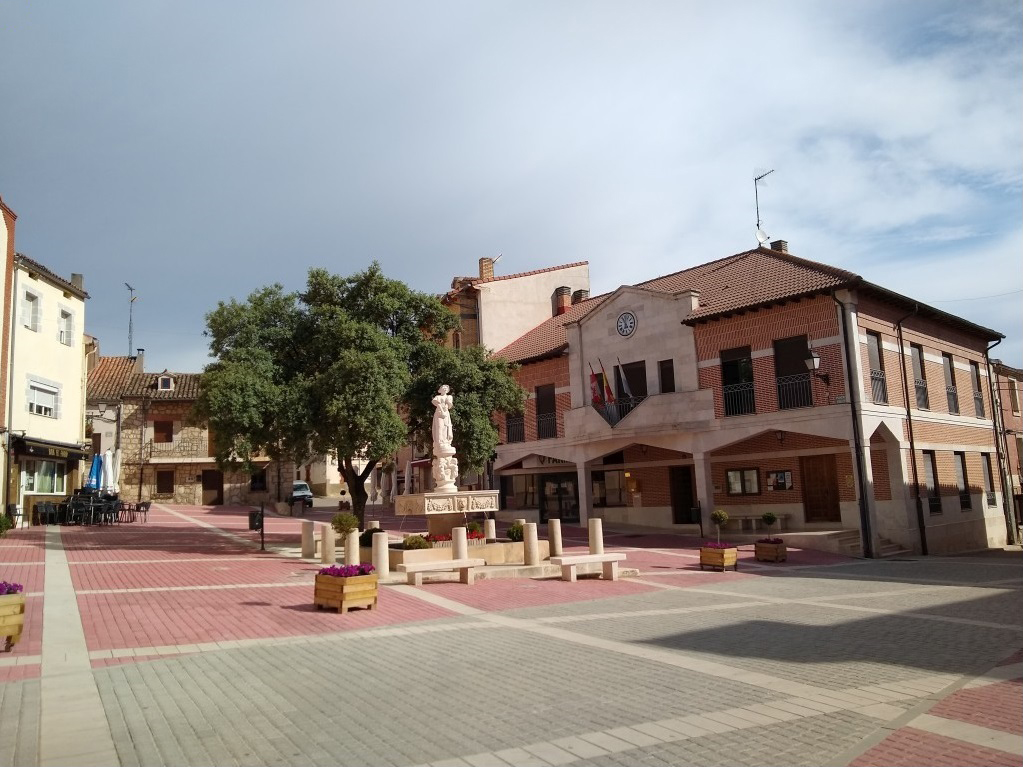
Rathaus

- Kirche Mariä Himmelfahrt
- Kapelle
- Platz mit Rathaus